# Pfarrkirche St. Nikolaus (Afritz)

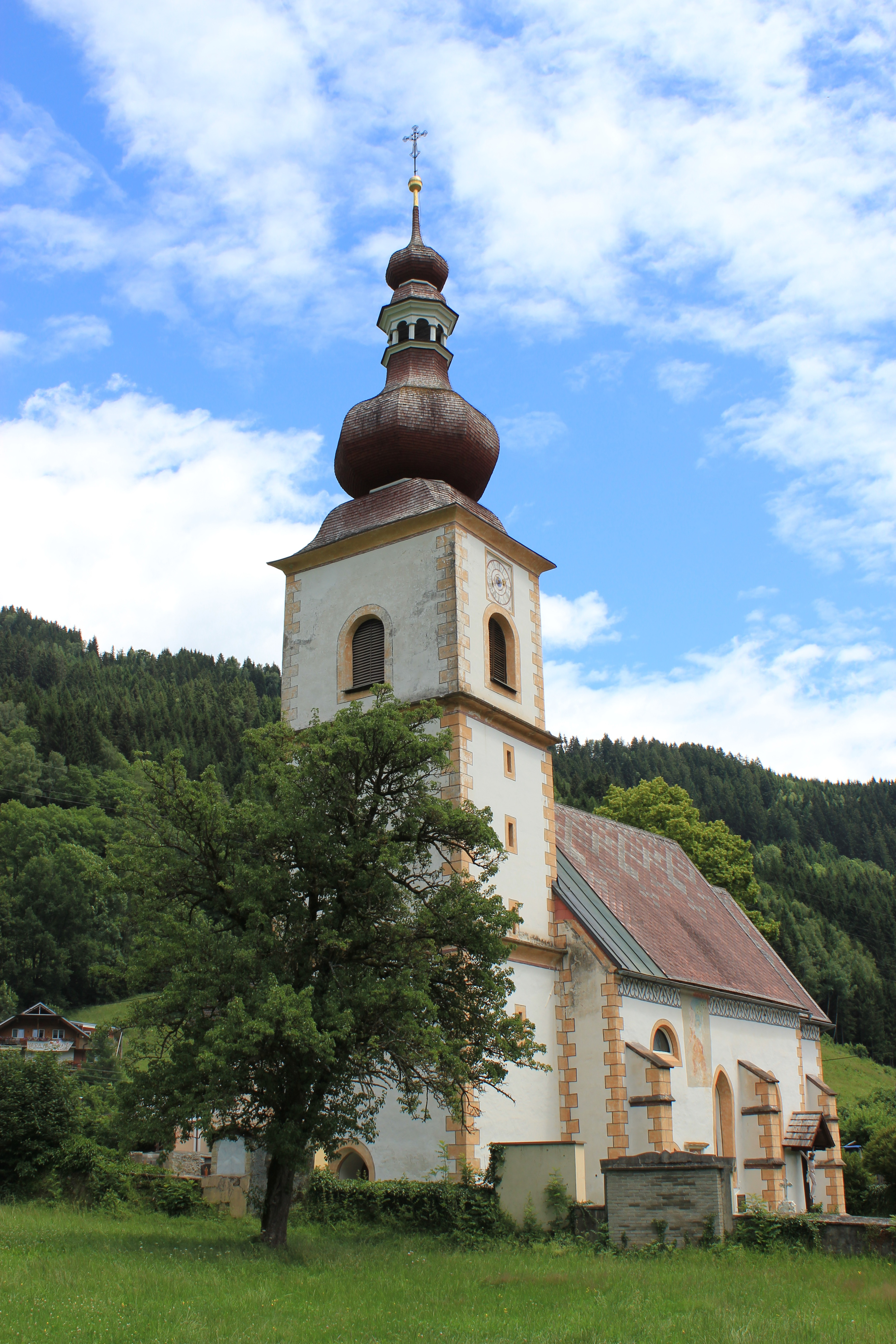

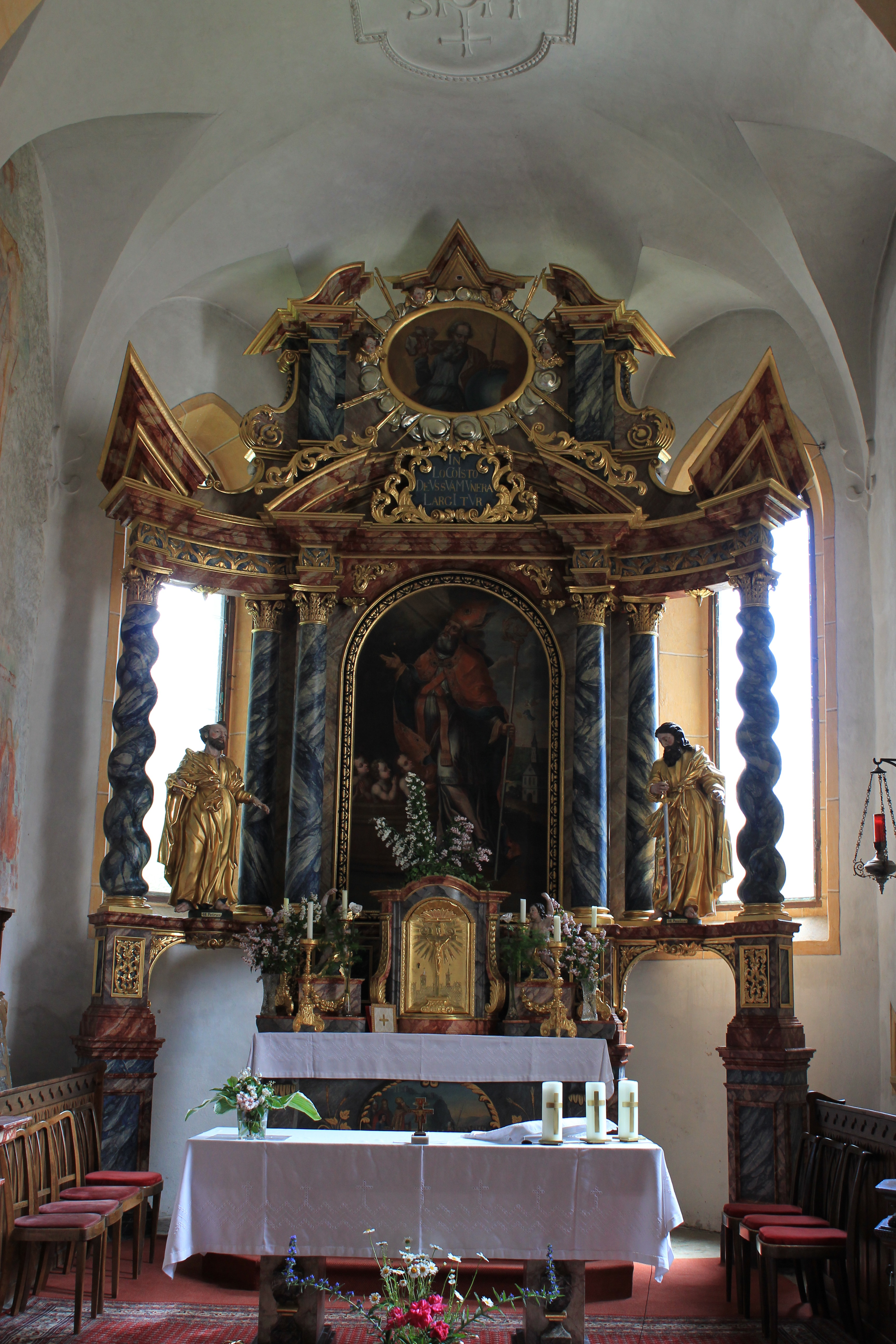
Hochaltar

Die Pfarrkirche Afritz ist dem heiligen Nikolaus geweiht und liegt im Nordwesten von Afritz.

## Geschichte
Die Kirche in Afritz wurde erstmals 1516 als Filiale von Treffen urkundlich erwähnt. Erst 1673 wurde von der Herrschaft Porcia ein ständiger Kaplan für Afritz gestellt, der auch die Kirchen in Arriach und Wöllan zu betreuen hatte. 1964 wurde die Filialkirche Buchholz der Pfarre angeschlossen. 1971 wurde die Kirche restauriert.

## Bauwerk
Die Kirche ist ein gotisches Bauwerk, das später zum Teil verändert wurde. Das Kirchenschiff setzt sich aus einem dreijochigen Langhaus und einem eingezogenen, zweijochigen Chor mit 5/8-Schluss zusammen. Es wird im Süden von Strebepfeilern gestützt, im Norden ist eine tonnengewölbte Sakristei angebaut. Im Westen schließt ein dreigeschoßiger Vorhallenturm mit barocken Zwiebelhelm und Laterne aus dem Jahre 1716 an. Die Glocke wurde 1506 von Peter Pfitzing gegossen. An der Südwand des Langhauses wurden Reste eines Christophorus-Freskos vom Ende des 15. Jahrhunderts freigelegt.
In der Vorhalle ist der Grabstein der Anna Catharina Himmelbergerin von 1682 angebracht. Betreten wird die Kirche durch ein gotisch profiliertes Westportal. Über dem Langhaus spannt sich eine flache, hölzerne Felderdecke vom Anfang des 18. Jahrhunderts, die auf eingezogenen Pfeilern mit vorgelagerten Halbsäulen ruht, die augenscheinlich für ein Rippengewölbe gedacht waren. Im Westen ist eine dreiachsige, weit vorschwingende Orgelempore mit flacher Unterdecke über Holzsäulen und ornamental bemalter Balustrade eingezogen. Ein spitzbogiger, abgefasster Triumphbogen führt vom Langhaus in der Chor mit Stichkappentonnengewölbe. An der Chornordwand befindet sich das Sakristeiportal mit Schulterbogen und Wappen.

## Wandmalereien
An der Nordwand der beiden Chorjoche wurden 1970 die um 1500 gemalten Passionsfresko freigelegt. Sie zeigen die Gefangennahme Christi, die Kreuztragung, die Christus das Lendentuch umbindende Maria, sowie die Kreuzigung und um das ehemalige Sakramenthäuschen anbetende Engel.

## Einrichtung
Die barocke Einrichtung stammt aus dem Jahre 1723. Der Hochaltar mit Säulenarchitektur und Opfergangsportalen hat die Höhe und Breite des Chores. Das Mittelbild, den heiligen Nikolaus darstellend, wird von den Skulpturen der Apostelfürsten Petrus und Paulus flankiert, das Oberbild zeigt Gottvater. Am linken Seitenaltar wurde 1970 ein Altarblatt vom Ende des 16. Jahrhunderts eingefügt, es zeigt die Madonna mit Kind. Am rechten Seitenaltar steht eine um 1900 entstandene Herz-Jesu-Statue. Von der ehemaligen Kanzel ist nur der Korb erhalten, er steht heute auf einem Sockel am Boden und wird als Ambo verwendet.
An der nördlichen Langhauswand hängt ein spätgotisches Kreuz, das ursprünglich als Vortragekreuz gedient hatte. Die gotische Konsolenfigur des heiligen Nikolaus wurde 1508/09 von der jüngeren Villacher Schule gefertigt. Der Taufstein ist mit 1681 bezeichnet. Unter der Orgelempore hängt ein Ölbild der Heiligen Familie im Stil der Nazarener, das aus dem ehemaligen Koster Harbach stammt.
In der Sakristei stehen zwei Figuren, die ursprünglich in der Kirche von Wöllan aufgestellt waren; eine Statue des heiligen Petrus aus der Mitte des 16. Jahrhunderts und ein nach einem gotischen Vorbild geschnitzter barocker Paulus. Weiter hängt in der Sakristei ein Ölbild der heiligen Barbara vom Ende des 16. Jahrhunderts.